# دلگاتی، نیو ساوت ولز
دلگاتی (به انگلیسی: Dalgety) یک شهرک در استرالیا است که در نیو ساوت ولز واقع شده‌است.